# Brigade d'artillerie (Finlande)
Pour les articles homonymes, voir Brigade d'artillerie (homonymie).
La brigade d'artillerie (finnois : Tykistöprikaati) est une unité militaire finlandaise. Créée en 1994, elle est dissoute en 2015 en fusionnant dans la brigade de Pori (en).